# Bælum
Bælum er en by i det østlige Himmerland med 721 indbyggere  (2024), beliggende 5 km nordøst for Terndrup og 16 km nord for Hadsund. Byen hører til Rebild Kommune og ligger i Region Nordjylland.
Bælum ligger i Bælum Sogn, og Bælum Kirke ligger i byen.
Nordvest for byen ligger Bælum Mølle. Vindmøllen og motorhuset er gennemrestaureret og vedligeholdes af Bælum Møllelaug.

## Historie
I 1682 bestod landsbyen af 17 gårde, 18 huse med jord og 14 huse uden jord. Det samlede dyrkede areal udgjorde 599,5 tønder land skyldsat til 88,63 tønder hartkorn. Dyrkningsformen var græsmarksbrug med tægter.
I 1855 beskrives Bælum således: "Bælum med Kirke, Præstegaard, Skole, Thingsted for Hellum og Hindsted Herreder samt Lindenborg Birks Juristiction, Kro".
I 1875 beskrives byen således: "Bælum med Kirke, Præstegaard, Skole, Veirmølle, Thingsted for Hellum og Hindsted Herreders samt Lindenborg Birks Jurisdiction, Valgsted for Aalborg Amts 3die Folkethings-Valgkreds og Kro".
Ved århundredeskiftet beskrives Bælum således: "Bælum (i Vald. Jrdb. Beflum) med Kirke, Præstegd., Skole, Realskole, Folkehøjskole (opr. 1885), Fattiggaarden Nørgaard (opr. 1894, Plads for 28 Lemmer), Hellum-Hindsted Hrd.’s Sparekasse (opr. 11/12 1863; 31/3 1898 var Sparernes Tilgodehav. 1,120,278 Kr., Rentef. 4 pCt., Reservef. 74,794 Kr., Antal af Konti 1246), Solbjærg Pastorats Sparekasse (opr. 22/3 1879; 31/3 1898 var Sparernes Tilgodehav. 42,698 Kr., Rentef. 4 pCt., Reservef. 3455 Kr., Antal af Konti 395), Jærnstøberi, Savskæreri, Ølbryggeri, Købmandsforretninger, flere Haandværkere, Kro, Valgsted for Amtets 3. Folketingskr., Jærnbane-, Telegraf- og Telefonstation samt Postkontor".

### Bælumkredsen
Bælum var valgsted i Bælumkredsen, der omfattede Østhimmerland fra Limfjorden til Mariager Fjord. Indtil 1915 måtte kredsens vælgere møde på valgstedet i Bælum for personligt at afgive deres stemme. 1915-70 var Bælumkredsen en opstillingskreds.

### Jernbanen
Bælum fik station på Aalborg-Hadsund Jernbane (1900-69). Den store jernbanelov fra 1918 indeholdt en tværbane fra Arden til et punkt - senere konkretiseret til Bælum - på Aalborg-Hadsund Jernbane, eventuelt videre til Øster Hurup. Der blev givet koncession på banen i 1919, men som de fleste andre projekter i loven blev denne bane ikke anlagt, så Bælum blev ikke jernbaneknudepunkt.
Stationsbygningen, der i modsætning til banens andre mellemstationer er T-formet, er bevaret på Stationsvej 1. Cykelstier følger det bevarede banetracé fra Østergade mod nord til Bjerregårde og fra Stationsvej mod sydvest til Solbjerg Station. Mod syd er det Østkystruten og Hadsundruten, der følges ad til Hadsund. De deler sig i Bælum, hvor Østkystruten går mod nordøst gennem Lille Vildmose til Egense og Hadsundruten går mod nordvest til Gistrup, tildels på banetracéet. Desuden går Bælumruten mod vest til Hærvejsruten ved Skørping.

### Kommunalreformer
Bælum lå indtil kommunalreformen i 1970 i Hellum Herred i Aalborg amt, 1970-2006 i Skørping Kommune i Nordjyllands amt.

## Indbyggertal
| År   | Antal indbyggere |
| ---- | ---------------- |
| 1997 | 784              |
| 2006 | 841              |
| 2007 | 822              |
| 2008 | 827              |
| 2009 | 806              |
| 2010 | 811              |
| 2011 | 798              |
| 2012 | 799              |
| 2013 | 796              |

## Trivia
I et nummer af den danske udgave af tegneserien Asterix bærer en romersk lejr navnet "Bælum".